# アチユト・クマール
アチユト・クマール（Achyuth Kumar）は、インドのカンナダ語映画で活動する俳優。代表作には『K.G.Fシリーズ』『Kantara』『Sidlingu』『Lucia』があり、これまでにフィルムフェア賞 南インド映画部門、カルナータカ州映画賞を受賞している。

## キャリア
ティプトゥルの大学に在籍していたころ、作家のナタラージ・フリヤールの指導を受けながら複数の劇団に所属して演劇活動に参加し、その後はニナーサムで演技を学んでいる。2000年にギリーシュ・カサラヴァッリのテレビシリーズ『Gruhabhanga』に起用され、『Moodala Mane』では主人公の娘のサポート役を演じた。また、『Preethi Illada Mele』ではアナント・ナーグ演じる判事の息子役を演じている。
2007年に『Aa Dinagalu』で映画デビューし、実在したギャングのオイル・クマールを演じ、2008年には『Moggina Manasu』ではラーディカー・パンディット演じるヒロインの父親を演じている。これ以降は性格俳優として多くの映画に出演し、タミル語映画にも進出した。2013年にサティーシュ・ニナーサムと共演した『Lucia』で批評家から演技を絶賛され、フィルムフェア賞 カンナダ語映画部門助演男優賞を受賞している。『Hejjegalu』ではギャンブル依存症に苦しむ男コダンダを演じてカルナータカ州映画賞 助演男優賞を受賞し、2017年には『Amaraavati』でカルナータカ州映画賞 主演男優賞を受賞した。『Urvi』では女性を誘拐・強姦して売春を強要する有力者デーヴァラグンダを演じ、彼の演技について『ザ・ヒンドゥー』は「アチユト・クマールの演技は申し分ないが、もう少しキャラクターに深みと人物背景が必要だったのではないか」と批評している。2022年にリシャブ・シェッティと共演した『Kantara』では主人公と対立する村の領主デーヴェンドラ・スットゥールを演じて批評家から演技を絶賛され、フィルムフェア賞カンナダ語映画部門助演男優賞を受賞している。

## フィルモグラフィー

### カンナダ語映画
- Mouni（2003年）
- Hucchana Maduveli Undone Jana（2003年）
- Bisi Bisi（2004年）
- Bimba（2004年）
- Pravaaha（2004年）
- Aa Dinagalu（2007年）
- Moggina Manasu（2008年）
- Jhossh（2009年）
- Manasaare（2009年）
- Prithvi（2010年）
- Naanu Nanna Kanasu（2010年）
- Gubbi（2010年）
- Beli Mattu Hola（2010年）
- Veera Bahu（2011年）
- Puttakkana Highway（2011年）
- Rajadhani（2011年）
- Johny Mera Naam Preethi Mera Kaam（2011年）
- Panchamrutha（2011年）
- Lifeu Ishtene（2011年）
- Manasology（2011年）
- Achchu Mechchu（2011年）
- Aata（2011年）
- Shyloo（2011年）
- Shikari（2012年）
- Edegarike（2012年）
- Anna Bond（2012年）
- Kalpana（2012年）
- Sidlingu（2012年）
- Nammanna Don（2012年）
- Dashamukha（2012年）
- Challenge（2012年）
- Drama（2012年）
- Yaare Koogadali（2012年）
- Topiwala（2013年）
- Gombegala Love（2013年）
- Hejjegalu（2013年）
- Bachchan（2013年）
- Madarangi（2013年）
- Jinke Mari（2013年）
- Lucia（2013年）
- Silk Sakkath Hot（2013年）
- Jatta（2013年）
- Sakkare（2013年）
- Slum（2013年）
- Karnataka Ayodhyapuram（2013年）
- Advaitha（2013年）
- Dil Rangeela（2014年）
- Savaal（2014年）
- Ragini IPS（2014年）
- Ulidavaru Kandanthe（2014年）
- Kwatle Satisha（2014年）
- Agraja（2014年）
- Just Love（2014年）
- Jamboo Savari（2014年）
- Un Samayal Arayil（2014年）
- Drishya（2014年[11]）
- Software Ganda（2014年）
- Mr. and Mrs. Ramachari（2014年）
- Abhinetri（2015年）
- Krishna Leela（2015年）
- Aatagara（2015年）
- Khushi Khushiyagi（2015年）
- Muddu Manase（2015年）
- Geetha Bangle Store（2015年）
- Bettanagere（2015年）
- 1st Rank Raju（2015年）
- Rocket（2015年）
- Sharp Shooter（2015年）
- Prema Pallakki（2015年）
- Masterpiece（2015年）
- Maduveya Mamatheya Kareyole（2016年）
- Ricky（2016年）
- Devara Naadalli（2016年）
- Jwalantham（2016年）
- Nan Love Track（2016年）
- Kiragoorina Gayyaligalu（2016年）
- Half Mentlu（2016年）
- The Great Story of Sodabuddi（2016年）
- Mangaata（2016年）
- Godhi Banna Sadharana Mykattu（2016年）
- Jaggu Dada（2016年[12]）
- Kotigobba 2（2016年）
- July 22, 1947（2016年）
- Happy Birthday（2016年）
- Lifeu Super（2016年）
- Sipaayi（2016年）
- Idolle Ramayana（2016年）
- Badmaash（2016年[13]）
- Naanu Mattu Varalakshmi（2016年）
- Kirik Party（2016年）
- Mandya to Mumbai（2016年）
- Srikanta（2017年）
- Beautiful Manasugalu（2017年）
- Amaraavati（2017年）
- Srinivasa Kalyana（2017年）
- Urvi（2017年）
- Raajakumara（2017年）
- Aake（2017年）
- Abbara（2017年）
- Mugulu Nage（2017年[14]）
- College Kumar（2017年）
- Athiratha（2017年）
- Raju Kannada Medium（2018年）
- Churikatte（2018年）
- Kanaka（2018年[15]）
- Tagaru（2018年）
- Johnny Johnny Yes Papa（2018年）
- Thayige Thakka Maga（2018年）
- Iruvudellava Bittu（2018年）
- Thurthu Nirgamana（2018年）
- K.G.F: CHAPTER 1（2018年）
- Natasaarvabhowma（2019年[16]）
- Bell Bottom（2019年）
- Kavaludaari（2019年）
- Geetha（2019年）
- Chambal（2019年）
- Brahmachari（2019年）
- Londonalli Lambodhara（2019年）
- Avane Srimannarayana（2019年）
- Kaanadante Maayavadanu（2020年）
- Mayabazar 2016（2020年）
- Law（2020年）
- Act 1978（2020年）
- Bheemasena Nalamaharaja（2020年）
- Yuvarathnaa（2021年）
- Rathnan Prapancha（2021年）
- SriKrishna@gmail.com（2021年）
- Govinda Govinda（2021年）
- Kannadiga（2021年）
- Rider（2021年）
- Love You Rachchu（2021年）
- DNA（2022年）
- Selfie Mummy Googl Daddy（2022年）
- Fourwalls（2022年[17]）
- Family Pack（2022年[18]）
- Trikona（2022年）
- K.G.F: CHAPTER 2（2022年）
- Dear Vikram（2022年[19]）
- Monsoon Raaga（2022年）
- Kantara（2022年）
- Triple Riding（2022年）
- Raymo（2022年）
- Kranti（2023年）
- Veeram（2023年）
- Gurudev Hoysala（2023年）
- Raghavendra Stores（2023年）
- Siren（2023年）
- Kousalya Supraja Rama（2023年）
- Kshetrapati（2023年[20]）
- Sapta Saagaradaache Ello – Side A（2023年）
- Sapta Saagaradaache Ello – Side B（2023年）
- Kaatera（2023年[21]）
- Bachelor Party（2024年[22]）
- Kaalapatthar（2024年[23]）
- Love Li（2024年）
- Bagheera（2024年）
- Royal（2025年）
- Bhuvanam Gaganam（2025年[24]）

### タミル語映画
- Ko（2011年）
- Challenge（2012年）
- Udhayam NH4（2013年）
- Poriyaalan（2014年）
- Eetti（2015年）
- ラジニムルガン（英語版）（2016年）
- Kotigobba 2（2016年）
- ヴィクラムとヴェーダー（2017年）
- Adithya Varma（2019年）
- ただ空高く舞え（2020年）
- Valimai（2022年）
- Dejavu（2022年[25]）
- Annapoorani: The Goddess of Food（2023年[26]）
- Brother（2024年）

### テルグ語映画
- Bujjigadu（2008年）
- Chalo（2018年）
- Dejavu（2022年）
- The Family Star（2024年[27]）
- KA（2024年）

### マラヤーラム語映画
- Challenge（2012年）
- Dhoomam（2023年[28]）

### ドラマシリーズ
- 9 Hours（2022年）

## 受賞歴
| 年                                | 部門                              | 作品                              | 結果                              | 出典                              |
| フィルムフェア賞 南インド映画部門 | フィルムフェア賞 南インド映画部門 | フィルムフェア賞 南インド映画部門 | フィルムフェア賞 南インド映画部門 | フィルムフェア賞 南インド映画部門 |
| --------------------------------- | --------------------------------- | --------------------------------- | --------------------------------- | --------------------------------- |
| 2010年                            | カンナダ語映画部門助演男優賞      | 『Jhossh』                        | 受賞                              |                                   |
| 2011年                            | カンナダ語映画部門助演男優賞      | 『Naanu Nanna Kanasu』            | ノミネート                        |                                   |
| 2014年                            | カンナダ語映画部門助演男優賞      | 『Lucia』                         | 受賞                              | [ 3 ]                             |
| 2015年                            | カンナダ語映画部門助演男優賞      | 『Drishya』                       | 受賞                              | [ 29 ]                            |
| 2017年                            | カンナダ語映画部門助演男優賞      | 『Kiragoorina Gayyaligalu』       | ノミネート                        | [ 30 ]                            |
| 2018年                            | カンナダ語映画部門助演男優賞      | 『Beautiful Manasugalu』          | ノミネート                        | [ 31 ]                            |
| 2019年                            | カンナダ語映画部門助演男優賞      | 『Churikatte』                    | ノミネート                        | [ 32 ]                            |
| 2022年                            | カンナダ語映画部門助演男優賞      | 『Bheemasena Nalamaharaja』       | ノミネート                        | [ 33 ]                            |
| 2024年                            | カンナダ語映画部門助演男優賞      | 『Kantara』                       | 受賞                              | [ 34 ]                            |
| 南インド国際映画賞                |                                   |                                   |                                   |                                   |
| 2014年                            | カンナダ語映画部門助演男優賞      | 『Lucia』                         | ノミネート                        |                                   |
| 2015年                            | カンナダ語映画部門助演男優賞      | 『Mr. and Mrs. Ramachari』        | 受賞                              |                                   |
| 2016年                            | カンナダ語映画部門コメディアン賞  | 『Krishna Leela』                 | ノミネート                        |                                   |
| 2019年                            | カンナダ語映画部門助演男優賞      | 『K.G.F: CHAPTER 1』              | 受賞                              |                                   |
| 2021年                            | カンナダ語映画部門コメディアン賞  | 『Avane Srimannarayana』          | ノミネート                        |                                   |
| 2023年                            | カンナダ語映画部門助演男優賞      | 『K.G.F: CHAPTER 2』              | ノミネート                        | [ 35 ]                            |
| SIIMA短編映画賞                   |                                   |                                   |                                   |                                   |
| 2017年                            | カンナダ語映画部門主演男優賞      | 『Chowkabara』                    | ノミネート                        |                                   |
| IIFAウトサヴァム                  |                                   |                                   |                                   |                                   |
| 2016年                            | カンナダ語映画部門助演男優賞      | 『Mr. and Mrs. Ramachari』        | ノミネート                        |                                   |
| 2016年                            | カンナダ語映画部門コメディアン賞  | 『Krishna Leela』                 | ノミネート                        |                                   |
| 2017年                            | カンナダ語映画部門コメディアン賞  | 『Godhi Banna Sadharana Mykattu』 | ノミネート                        | [ 36 ]                            |
| カルナータカ州映画賞              |                                   |                                   |                                   |                                   |
| 2010年                            | 助演男優賞                        | 『Hejjegalu』                     | 受賞                              | [ 37 ]                            |
| 2016年                            | 主演男優賞                        | 『Amaravathi』                    | 受賞                              | [ 38 ]                            |